# Беляево (Скворцовское сельское поселение)
Беля́ево — деревня в Торопецком районе Тверской области. Входит в состав Скворцовского сельского поселения.

## История
До 2005 года деревня входила в состав ныне упразднённого Пятницкого сельского округа.

## География
Деревня расположена в 19 км (по автодороге — 29 км) к юго-западу от районного центра Торопец. Ближайшие наседённые пункты — деревни Семенцево и Пятницкое.
Климат
Деревня, как и весь район, относится к умеренному поясу северного полушария и находится в области переходного климата от океанического к материковому. Лето с температурным режимом +15…+20 °С (днём +20…+25 °С), зима умеренно-морозная −10…−15 °С; при вторжении арктического воздуха до −30…-40 °С.
Среднегодовая скорость ветра 3,5—4,2 метра в секунду.

## Население
| 2010 |
| ---- |
| 5    |

Национальный состав
Согласно результатам переписи 2002 года, в национальной структуре населения русские составляли 100 % от жителей.